# عسلک

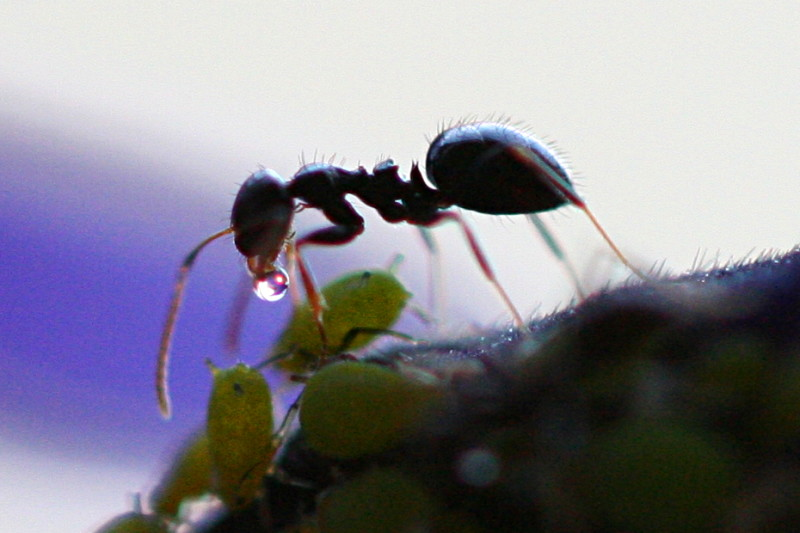
شته‌ای در حال درست کردن عسلک برای مورچه که مثالی از همزیستی دوسویه می‌باشد.

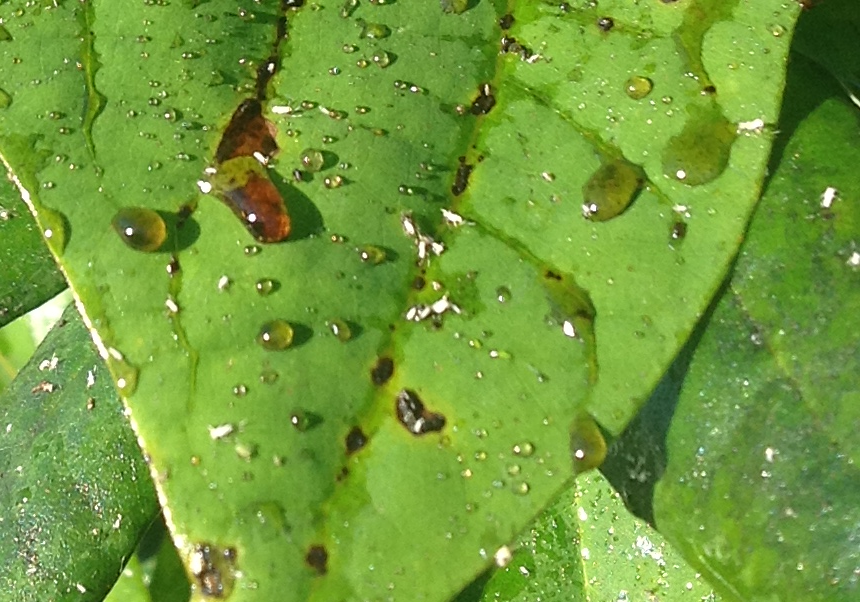
عسلک ریخته شده بر روی برگ

عسلک (به انگلیسی: Honeydew)، به موادی چسبناک مثل عسل و شیرینی گفته‌می‌شود که حشرات مکنده‌ای مانند شته‌ها با تغذیه از شیره گیاهی از خود ترشح می‌کنند که برگ‌های گیاه را چسبناک می‌کند و سبب جذب و رشد دیگر جانداران زیان‌آور می‌شود، به‌عنوان مثال عسلک محیط مساعدی برای رشد قارچ‌های سیاه دوده‌ای فراهم می‌آورد. همچنین عسلک خود سبب جلب گرد و غبار و دوده و در نتیجه کاهش فتوسنتز و مسدود شدن روزنه‌های تنفسی گیاه می‌گردد و خود به عنوان عامل ثانوی سبب تشدید خسارت می‌گردد.
به‌علاوه در مزارع پنبه نیز، ترشح عسلک همچنین به‌طور ویژه سبب جلب گرد و خاک و کثیف شدن پنبه شده که سبب کاهش شدید ارزش اقتصادی پنبه می‌شود.